# Rafe Spall
Rafe Joseph Spall, född 10 mars 1983 i East Dulwich i London, är en brittisk skådespelare. Spall har bland annat medverkat i filmerna The Calcium Kid, Hot Fuzz, Grindhouse och Green Street Hooligans och serien Desperate Romantics.

## Privatliv
Rafe Spall är son till skådespelaren Timothy Spall. Sedan 2010 är han gift med skådespelaren Elize du Toit.

## Filmografi
- 2004 – The Calcium Kid
- 2005 – Green Street Hooligans
- 2006 – A Good Year
- 2007 – Hot Fuzz
- 2007 – Grindhouse
- 2007 – Get Off My Land
- 2008 – Frankie Howerd-Rather You Than Me
- 2009 – The Scouting Book for Boys
- 2009 – The Knowledge of Others
- 2011 – En dag
- 2011 – Anonym
- 2012 – Prometheus
- 2012 – Berättelsen om Pi
- 2015 – The Big Short
- 2016 – Stora vänliga jätten
- 2017 – The Ritual
- 2018 – Jurassic World: Fallen Kingdom
- 2020 – Trying (TV-serie)
- 2024 – Wilhelm Tell